# Ясткув (Люблінське воєводство)
Ясткув (пол. Jastków) — село в Польщі, у гміні Ясткув Люблінського повіту Люблінського воєводства.
Населення — 815 осіб (2011).

## Демографія
Демографічна структура станом на 31 березня 2011 року:
|          | Загалом | Допрацездатний вік | Працездатний вік | Постпрацездатний вік |
| -------- | ------- | ------------------ | ---------------- | -------------------- |
| Чоловіки | 414     | 125                | 256              | 33                   |
| Жінки    | 401     | 94                 | 232              | 75                   |
| Разом    | 815     | 219                | 488              | 108                  |